# Mehmet Ibrahimi
Mehmet Ibrahimi (* 9. Februar 2003 in Troisdorf) ist ein deutsch-kosovarischer Fußballspieler.

## Karriere

### Verein
Nach seinen Anfängen in der Jugendabteilung des SV Rot-Weiß Hütte und des 1. FC Köln wechselte er im Sommer 2017 in die Jugendabteilung von RB Leipzig. Für seinen Verein bestritt er 40 Spiele in der B-Junioren-Bundesliga, 19 Spiele in der A-Junioren-Bundesliga und drei Spiele in der Saison 2021/22 in der UEFA Youth League, bei denen ihm insgesamt 18 Tore gelangen. Im Februar 2021 unterschrieb er bei seinem Verein seinen ersten Profivertrag, kam aber nur zu zwei Spieltagskadernominierungen in der Bundesliga, ohne eingesetzt zu werden.
Im Sommer 2022 wurde er für eine Spielzeit an den Zweitligisten Eintracht Braunschweig verliehen. Seinen ersten Profieinsatz hatte er am 9. November 2022, dem 16. Spieltag, als er beim 1:1-Auswärts-Unentschieden gegen den SSV Jahn Regensburg in der 88. Spielminute für Lion Lauberbach eingewechselt wurde. Bis Saisonende kam er zweimal für Braunschweig zum Einsatz.
Zur Saison 2023/24 kehrte Ibrahimi nicht mehr nach Leipzig zurück, sondern wechselte zum österreichischen Bundesligisten FC Blau-Weiß Linz, bei dem er einen bis Juni 2025 laufenden Vertrag erhielt. Im Januar 2024 wurde er dann auch als Kooperationsspieler beim Regionalligisten SV Wallern angemeldet. Insgesamt kam er für Blau-Weiß zu 16 Einsätzen in der Bundesliga.

### Nationalmannschaft
Ibrahimi bestritt in den Jahren 2018 bis 2022 für die U16, U17 und U19 des DFB insgesamt zwölf Spiele, bei denen ihm zwei Tore gelangen.